# Комсомольська сільська рада (Павловський район)
Комсомо́льська сільська рада (рос. Комсомольский сельский совет) — сільське поселення у складі Павловського району Алтайського краю Росії.
Адміністративний центр — селище Комсомольський.

## Населення
Населення — 2789 осіб (2019; 2561 в 2010, 2524 у 2002).

## Склад
До складу сільської ради входять:
| Населений пункт        | Населення, осіб (2002) | Населення, осіб (2010) |
| ---------------------- | ---------------------- | ---------------------- |
| Комсомольський, селище | 1796                   | 1871                   |
| Озерний, селище        | 233                    | 225                    |
| Урожайний, селище      | 495                    | 465                    |